# گروه جمنا
گروه جمنا (انگلیسی: Jamuna Group) شرکت خوشه‌ای بنگلادشی است، که در سال ۱۹۷۴ توسط نورالاسلام بابل تأسیس شد.